# 圣若泽-达拉日
圣若泽-达拉日是巴西阿拉戈斯州的一个市镇。总面积264.67平方公里，总人口22041人，人口密度83.3人/平方公里。